# Alphonse Pyrame de Candolle
Alphonse Louis Pierre Pyrame de Candolle (ur. 28 października 1806 w Paryżu, zm. 4 kwietnia 1893 w Genewie) – botanik szwajcarski, zajmował się taksonomią roślin, prekursor geografii roślin.

## Życiorys
Alphonse Louis Pierre Pyrame de Candolle urodził się 28 października 1806 roku w Paryżu. Był synem botanika Augustina de Candolle (1778–1841).
W 1829 roku zdobył doktorat z prawa. W 1831 roku uzyskał honorową profesurę z botaniki na uniwersytecie w Genewie, gdzie po ojcu objął katedrę botaniki i poprowadził tamtejszy ogród botaniczny (1835–1850). Jego syn Casimir Pyrame de Candolle (1836–1918) został również botanikiem i kontynuował pracę ojca w zakresie taksonomii roślin.
Alphonse de Candolle zmarł 4 kwietnia 1893 w Genewie.

## Działalność naukowa
W latach 1844–1873 we współpracy z innymi botanikami kontynuował pracę nad systematyką roślin rozpoczętą przez ojca w 1824 roku. Pozostawał w kontakcie listownym z wieloma biologami, m.in. z Charlesem Darwinem (1809–1882). Od 1878 był członkiem zagranicznym Królewskiej Holenderskiej Akademii Sztuk i Nauk.
Był prekursorem geografii roślin i zajmował się badaniem pochodzenia roślin uprawnych. Odkrył wiele gatunków.

## Publikacje
Kontynuował wydawanie dzieła zapoczątkowanego przez ojca Prodomus systematis naturalis regni vegetablis, dodał do niego Monographiae phanerogamarum (1878–1883). Napisał również:
- 1855 – Géographie botanique raisonnée[2]
- 1882–1886 – L'origine des plantes cultivées[2]
- 1873 – Histoire des sciences et des savants depuis deux siècles[2]

## Członkostwa, wyróżnienia i odznaczenia
- Order Narodowy Zasługi (Francja)
- 1836 – wybrany na członka Niemieckiej Akademii Przyrodników „Leopoldina” (niem. Deutsche Akademie der Naturforscher Leopoldina)[6]
- 1874 – członek korespondencyjny Pruskiej Akademii Nauk[7]
- 1891 – Pour le Mérite za Naukę i Sztukę[8].
- Członek korespondencyjny Rosyjskiej Akademii Nauk[9]